# Немахо (округ, Небраска)
Округ Немахо (англ. Nemaha County) — округ, расположенный в штате Небраска (США) с населением в 7248 человек по статистическим данным переписи 2010 года. Столица округа находится в городе Оберн.

## География
По данным Бюро переписи населения США округ Немахо имеет общую площадь в 1067 квадратных километров, из которых 1059 кв. километров занимает земля и 8 кв. километров — вода. Площадь водных ресурсов округа составляет 0,63 % от всей его площади.

### Соседние округа
- Ото (Небраска) — север
- Атчисон (Миссури) — восток
- Холт (Миссури) — юго-восток
- Ричардсон (Небраска) — юг
- Пони (Небраска) — юго-запад
- Джонсон (Небраска) — запад

## Демография
По данным переписи населения 2000 года в округе Немахо проживало 7576 человек, 1980 семей, насчитывалось 3047 домашних хозяйств и 3439 жилых домов. Средняя плотность населения составляла 7 человек на один квадратный километр. Расовый состав округа по данным переписи распределился следующим образом: 97,60 % белых, 0,36 % чёрных или афроамериканцев, 0,30 % коренных американцев, 0,59 % азиатов, 0,04 % выходцев с тихоокеанских островов, 0,74 % смешанных рас, 0,37 % — других народностей. Испано- и латиноамериканцы составили 1,00 % от всех жителей округа.
Из 3 047 домашних хозяйств в 29,50 % — воспитывали детей в возрасте до 18 лет, 55,00 % представляли собой совместно проживающие супружеские пары, в 7,20 % семей женщины проживали без мужей, 35,00 % не имели семей. 30,50 % от общего числа семей на момент переписи жили самостоятельно, при этом 16,20 % составили одинокие пожилые люди в возрасте 65 лет и старше. Средний размер домашнего хозяйства составил 2,32 человек, а средний размер семьи — 2,91 человек.
Население округа по возрастному диапазону по данным переписи 2000 года распределилось следующим образом: 23,20 % — жители младше 18 лет, 11,90 % — между 18 и 24 годами, 23,90 % — от 25 до 44 лет, 22,70 % — от 45 до 64 лет и 18,40 % — в возрасте 65 лет и старше. Средний возраст жителей округа составил 39 лет. На каждые 100 женщин в округе приходилось 93,30 мужчин, при этом на каждых сто женщин 18 лет и старше приходилось 92,00 мужчин также старше 18 лет.
Средний доход на одно домашнее хозяйство в округе составил 32 588 долларов США, а средний доход на одну семью в округе — 43 780 долларов. При этом мужчины имели средний доход в 30 956 долларов США в год против 19 263 долларов США среднегодового дохода у женщин. Доход на душу населения в округе составил 17 004 доллара США в год. 8,30 % от всего числа семей в округе и 12,60 % от всей численности населения находилось на момент переписи населения за чертой бедности, при этом 13,20 % из них были моложе 18 лет и 13,50 % — в возрасте 65 лет и старше.

## Основные автодороги
- US 75
- US 136
- Автомагистраль 62
- Автомагистраль 67
- Автомагистраль 105

## Населённые пункты

### Города и деревни
- Оберн
- Брок
- Браунвилл
- Джонсон
- Джулиэн
- Немахо
- Перу
- Сент-Диройн — поселение археологов